# Harriet White Fisher Andrew
Harriet White Fisher Andrew fue una filántropa y empresaria estadounidense conocida por ser la primera mujer en dar la vuelta al mundo en un locomóvil.

## Biografía
Harriet White nació en el condado de Crawford (Pensilvania), el 31 de marzo de 1861.Era hija de Oscar A. White y Hannah Fisher, y se educó en The Young Women's Classical Seminary en Cleveland Ohio. Durante la inundación de Johnstown, en 1889, prestó ayuda a los afectados y víctimas de la catástrofe. Wu Tingfang, diplomático y político chino, consideraba a White Fisher como "La mujer más maravillosa de Estados Unidos".
Se casó por primera vez en Londres con Clark Fisher, el 20 de julio de 1898. Tras la muerte de este en 1903, volvió a casarse de nuevo el 27 de abril de 1912 con Silvano Alfredo Andrew, oficial de la Armada argentina.
El 8 de octubre de 1902, como consecuencia de un choque de trenes en Menlo Park, Nueva Jersey Harriet Fisher resultó gravemente herida y fue hospitalizada durante ocho semanas en el Hospital Presbiteriano (ciudad de Nueva York).
Fisher era antisufragista y testificó en contra del sufragio femenino en Nueva Jersey en 1913.

## Industria metalúrgica
Tras la muerte de su marido, Harriet Fisher se hizo cargo de la dirección de Eagle Steel Works (más tarde denominada Fisher & Norris Anvil Works) en Trenton, convirtiéndose en la única mujer miembro de la Asociación Nacional de Fabricantes. En 1911, The Washington Post publicó una descripción hecha por ella misma sobre su participación en la compañía:
"Aunque me gustaban las máquinas desde niña", declaró Fisher, "fue la enfermedad de mi marido y el deseo que toda mujer tiene de ayudar en una emergencia lo que me llevó a ingresar en Eagle Works. Entré como 'jefe', pero pronto aprendí que para que mis empleados me respetaran, tendría que saber más que ellos. Con este fin, como un aprendiz regular, comencé a templar acero, cincelar la cara de un yunque, moldear tornillos de banco y hacer raíles. De hecho, hice un curso completo en todos los departamentos de la empresa, desde la fundición de arrabio hasta la licitación de contratos. Antes de terminar, aprendí realmente a amar el trabajo con el hierro y el acero, el zumbido de la maquinaria y el sonido de la forja".
Harriet logró cuadruplicar las ganancias de la compañía en poco tiempo. En 1906 su fortuna ascendía a 2.000.000 dólares. El incremento de los beneficios fue debido a un contrato que logró con el Gobierno Federal de los Estados Unidos en el que ofreció precios más bajos que sus rivales para el suministro de yunques necesarios en la construcción del Canal de Panamá, iniciada en 1904. Producción con la que llegó a ganar 1.000.000 dólares. Los diarios de la época catalogaron a la empresaria como la "reina de la metalurgia".

## Primera mujer en dar la vuelta al mundo en coche
Tras un accidente en tren, se interesó por el mundo de los automóviles y se compró un coche fabricado por la "Locomobile Company of America". Los informes previos a su viaje revelaron que su coche de cuatro plazas, construido en Bridgeport, Connecticut,  tenía un motor de 40 caballos y ningún equipamiento especial. Los acompañantes previstos eran Harold Fisher Brooks (un pariente), un cocinero llamado Albert y su ama de llaves. También viajaba con un mono como mascota, un Bull Terrier y un Pug.La ruta planificada era enviar el automóvil a Inglaterra, viajar a su villa italiana en el lago de Como para luego continuar a través de Egipto, India, Japón y regresar a los Estados Unidos. En julio de 1909 se anunció una fiesta de bon voyage en el Automóvil Club de América. Los viajeros partieron el 19 del mismo mes y se informó de su llegada al lago de Como en noviembre de 1909. Un periódico contemporáneo declaró que Fisher y su séquito habían completado su viaje a Japón y que estaban de vuelta a San Francisco, California.El 16 de agosto de 1910 llegó a Tarrytown, Nueva York, completando así su viaje alrededor del mundo. Fisher escribió un libro sobre su aventura titulado A Woman's World Tour in A Motor.